# بابی کلارک (بازیکن فوتبال، زاده ۲۰۰۵)
بابی کلارک (زاده ۷ فوریه ۲۰۰۵) بازیکن فوتبال اهل انگلستان است که در پست مهاجم برای باشگاه فوتبال لیورپول در لیگ برتر فوتبال انگلستان بازی می‌کند.